# Вазописець Хоефори

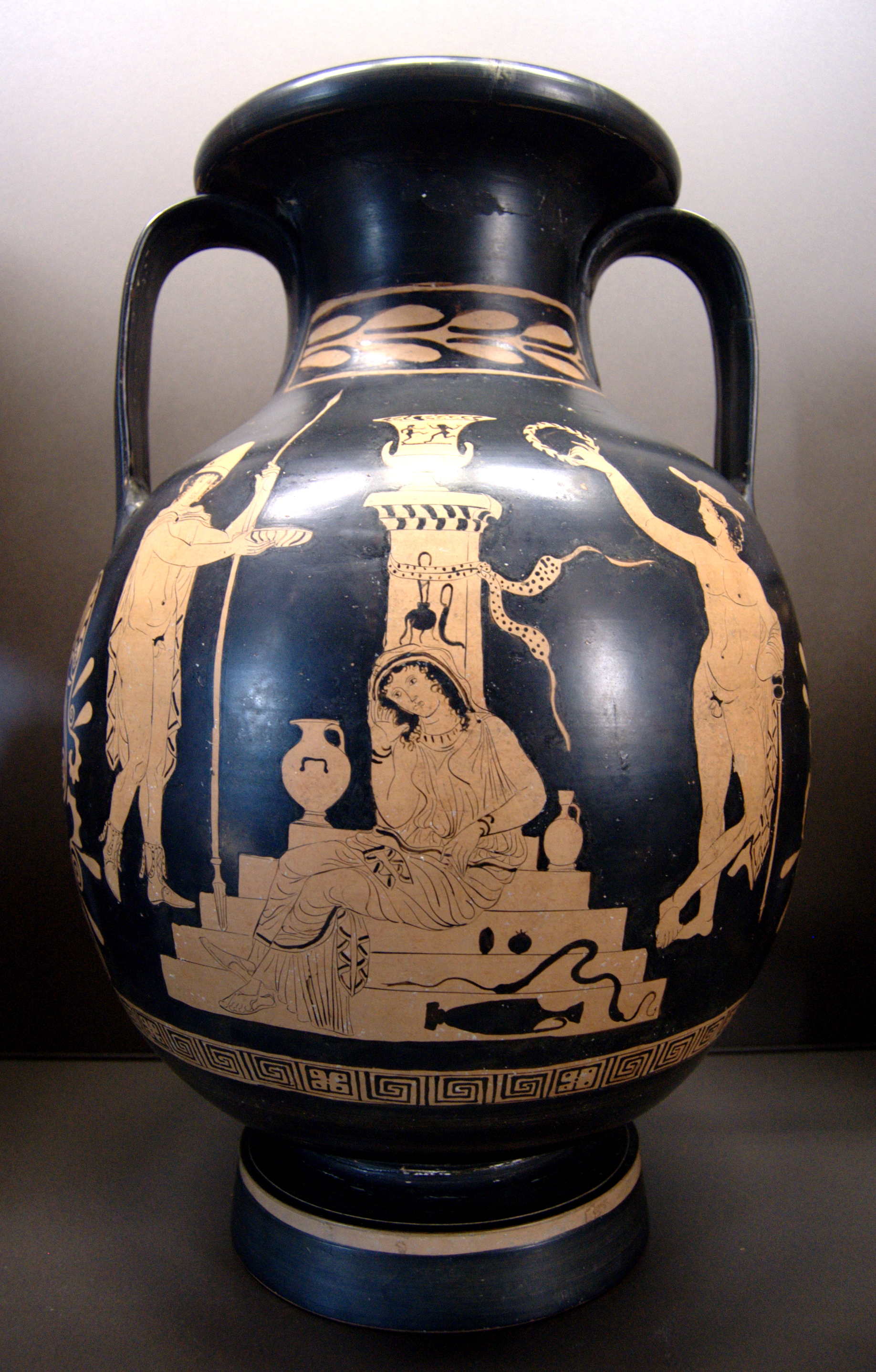
Іменна пеліка: Орестея, Гермес та Електра, Лувр

Вазописець Хоефори (англ. Choephoroi Painter, нім. Choephoren-Maler) — анонімний давньогрецький вазописець, працював у Луканії в середині IV столітті до н. е. у червонофігурній техніці.

## Відомі роботи
- іменна ваза — пеліка із зображенням сцени із другої п'єси трилогії «Орестеї» — «Хоефора» (грец. Χοηφόροι, англ. The Libation Bearers[1]). Сторона А вази зображує три фігури — Орестеї, Гермеса та Електри на сцені. Власне сцена прикрашена трагічною маскою, ліворуч — пілястр. Це типова луканійська театральна ваза[2]. Нині експонується у Луврі.
- несторида зі сценою смерті Актеона, зберігається у Художньому музеї Гарвардського університету, Кембридж, штат Массачусетс, США. На стороні A1: Актеон перетворюється на оленя волею богині Артеміди та розривається на частини собаками. За цим спостергіає німфа Наїс. На стороні А2 зображені Фрікс, Гелла та Золоте руно. Сторона В: Ореста переслідує Еринія[3][4].
- скіфос, датований 360—340 роками до н. е., із характерним зображенням для Вазописця Хоефори фігур у три чверті[5].